# Giacomo Colonna (évêque)
Giacomo Colonna (Avignon ? en 1300 ou 1301 - Lombez en 1341) est un évêque catholique italien du XIVe siècle. C'est un ami et protecteur de Pétrarque.

## Biographie
Giacomo Colonna est le fils de Stefano Colonna et de Gaucerande de l'Isle-Jourdain. Il est donc d'origine gasconne par sa mère.
Giacomo Colonna étudie à l'université de Bologne avec Pétrarque, qui restera son ami intime.
Il est consacré évêque de Lombez (Gascogne) en 1328. Il a peu habité la cité, il y séjourna surtout à la fin de sa vie et y a terminé l'édification du clocher. Il meurt à Lombez en 1341.